# Зиганте, Фредерик
Фредерик Зиганте (итал. Frédéric Zigante; род. 1961) — итальянский гитарист.
Родился во Франции в семье музыкантов. Окончил Миланскую консерваторию, затем учился у Руджеро Кьезы, Алирио Диаса и Александра Лагойи.
Наряду с классическим репертуаром Зиганте играет много новой музыки. Он, в частности, исполнил мировые премьеры Концертино для гитары с оркестром Александра Тансмана и Маршей-II Франко Донатони. Важнейшие из записей Зиганте — все гитарные произведения Николо Паганини (1988), Россиниана Марио Джулиани (1991), все гитарные сочинения Эйтора Вилла-Лобоса (1995); кроме того, Зиганте записал на гитаре весь лютневый репертуар Иоганна Себастьяна Баха, а с певицей Лючией Рицци — все песни для голоса и гитары Луи Шпора. Преподавал в консерваториях Турина и Триеста, а также в Пекине; среди его учеников, в частности, Лоренцо Микели.